# Municipio de Orange (condado de Ionia)
El municipio de Orange (en inglés: Orange Township) es un municipio ubicado en el condado de Ionia en el estado estadounidense de Míchigan. En el año 2010 tenía una población de 987 habitantes y una densidad poblacional de 10,59 personas por km².

## Geografía
El municipio de Orange se encuentra ubicado en las coordenadas 42°53′44″N 85°1′46″O / 42.89556, -85.02944. Según la Oficina del Censo de los Estados Unidos, el municipio tiene una superficie total de 93.17 km², de la cual 93,06 km² corresponden a tierra firme y (0,12 %) 0,11 km² es agua.

## Demografía
Según el censo de 2010, había 987 personas residiendo en el municipio de Orange. La densidad de población era de 10,59 hab./km². De los 987 habitantes, el municipio de Orange estaba compuesto por el 97,57 % blancos, el 0,1 % eran afroamericanos, el 0,61 % eran amerindios, el 0,1 % eran asiáticos, el 1,52 % eran de otras razas y el 0,1 % eran de una mezcla de razas. Del total de la población el 2,53 % eran hispanos o latinos de cualquier raza.